# Erik Karl Geldam
Karl Erik Geldam (født 1955 – død 2007) var en dansk vinduespudser og dømt som morder. Han dømtes 23. juni 1992 af et nævningeting i Østre Landsret, og dommen blev stadfæstet 21. oktober 1992 af Højesteret. Den lød på livsvarigt fængsel for rovmord på 2 pensionister bosiddende på Amager. Fra begge gerningssteder, der kun lå en halv kilometer fra hverandre, blev der stjålet værdier.
Den 76-årige Hans Jørgen Andersen blev 20. december 1989 fundet myrdet i entreen til sin lejlighed på Tingvej, forslået og med halsen skåret over med en slagterkniv. Han havde ligget død i mindst 3 uger, da han blev fundet af sin ekskone.
Den 20. maj 1990 sent om aftenen blev 68-årige Tove Agnete Sørensen myrdet i sin lejlighed på Hveensvej 20 efter spark overalt på kroppen og med indre blødninger efter at være blevet trampet i hovedet.
Efterforskningen ledte til anholdelse af den 33-årige Erik Karl Geldam, som var vinduespudser på begge ejendomme og karate-udøver.
Han skal have tiltvunget sig adgang til beboernes lejligheder under påskud af at ville låne toilettet.
Geldam idømtes livstid, som afsonedes i Vridsløselille og Herstedvester.
Efter 10 års afsoning sad den da 47-årige Geldam til udslusning på Kriminalforsorgens åbne pension Lysholmgård i Hvidovre, da han blev nægtet udgang i julen 2002, men stak af under en uledsaget udgang 20. december.
Efter at have været på fri fod i 3 måneder meldte han sig selv 24. marts 2003 ved fængselsporten til Statsfængslet i Vridsløselille og blev genindsat.
I 2005 blev Geldam løsladt, men nåede kun et par år i friheden, inden han døde sommeren 2007.

## Eksterne links
- Gerningssteder: Amager - En kriminalvandring gennem Københavns mord Arkiveret 29. november 2014 hos  Wayback Machine, af Peer Kaae (2014). ISBN 978-87-7159-190-3
- Drabssager 1989 Arkiveret 29. november 2014 hos  Wayback Machine - drabssageridanmark.beboer2650.dk
- Drabssager 1990 Arkiveret 28. september 2017 hos  Wayback Machine - drabssageridanmark.beboer2650.dk
- Pensionist-morder på fri fod Arkiveret 18. marts 2016 hos  Wayback Machine - Ekstra Bladet 29. december 2002
- Dobbeltmorder på flugt Arkiveret 3. december 2014 hos  Wayback Machine - BT 28. marts 2003